# Наталі фон Зібенталь
Наталі фон Зібенталь (30 вересня 1993 , Заанен, Берн ) - швейцарська лижниця, що спеціалізується на дистанційних перегонах. Учасниця зимових Олімпійських ігор 2018.

## Життєпис
Наталі фон Зібенталь народилася 30 вересня 1993 року у швейцарській комуні Заанен.
Уперше їй вдалося заявити про себе на молодіжній першості світу 2015 року в Алматах, де вона перемогла в скіатлоні та здобула бронзову медаль в індивідуальних перегонах на 10 км. Два тижні по тому Наталі фон Зібенталь успішно дебютувала на дорослому чемпіонаті світу у шведському Фалуні, де увійшла до шістки найкращих у перегонах з роздільним стартом вільним стилем на 10 км.
Завдяки стабільним виступам на етапах Кубка світу в сезонах 2014-2015 та 2015-2016 Наталі належала до трьох найкращих лижниць віком до 23 років.
Фон Зібенталь успішно виступила і на чемпіонаті світу у фінському Лахті, де зупинилася за крок від п'єдесталу пошани в скіатлоні і стала сьомою в естафеті.
Завдяки хорошим результатам Наталі увійшла до складу збірної Швейцарії на зимові Олімпійські ігри 2018. Попри високі результати, вона знову не змогла потрапити до числа призерок: у скіатлоні та перегонах з роздільним стартом вільним стилем вона стала шостою, а в естафеті, як і на чемпіонаті світу, швейцарська команда посіла сьоме місце.
23 жовтня 2019 року Наталі фон Зібенталь оголосила про завершення кар'єри в лижних перегонах.

## Результати за кар'єру
Усі результати наведено за даними Міжнародної федерації лижного спорту.

### Олімпійські ігри
| Рік  | Вік | 10 км індивідуальні пер. | 15 км скіатлон | 30 км мас-старт | Спринт | 4 × 5 км естафета | Командна першість спринт |
| ---- | --- | ------------------------ | -------------- | --------------- | ------ | ----------------- | ------------------------ |
| 2018 | 24  | 6                        | 6              | 22              | —      | 7                 | —                        |

### Чемпіонати світу
| Рік  | Вік | 10 км індивідуальні пер. | 15 км скіатлон | 30 км мас-старт | Спринт | 4 × 5 км естафета | Командна першість спринт |
| ---- | --- | ------------------------ | -------------- | --------------- | ------ | ----------------- | ------------------------ |
| 2015 | 21  | 6                        | 22             | 23              | —      | —                 | —                        |
| 2017 | 23  | 30                       | 4              | 11              | —      | 7                 | —                        |
| 2019 | 25  | —                        | 18             | 7               | —      | 10                | —                        |

### Кубки світу

#### Підсумкові місця в Кубку світу за роками
| Сезон | Вік | Місце в дисципліні | Місце в дисципліні | Місце в дисципліні | Місце в дисципліні | Місце в Скі Тур | Місце в Скі Тур | Місце в Скі Тур   | Місце в Скі Тур |
| Сезон | Вік | Загалом            | Дистанція          | Спринт             | Ю-23               | Nordic Opening  | Тур де Скі      | Фінал Кубка світу | Скі Тур Канада  |
| ----- | --- | ------------------ | ------------------ | ------------------ | ------------------ | --------------- | --------------- | ----------------- | --------------- |
| 2014  | 20  | НК                 | НК                 | —                  | Н/Д                | —               | —               | —                 | Н/Д             |
| 2015  | 21  | 48                 | 38                 | НК                 | 3                  | —               | 17              | Н/Д               | Н/Д             |
| 2016  | 22  | 18                 | 12                 | 62                 | 2                  | 25              | 15              | Н/Д               | 13              |
| 2017  | 23  | 17                 | 13                 | 59                 | Н/Д                | 35              | 8               | 25                | Н/Д             |
| 2018  | 24  | 17                 | 12                 | 66                 | Н/Д                | 30              | 8               | 31                | Н/Д             |
| 2019  | 25  | 28                 | 17                 | 58                 | Н/Д                | 25              | 15              | 40                | Н/Д             |